# Жанакурлиський сільський округ
Жанакурли́ський сільський округ (каз. Жаңақұрылыс ауылдық округі, рос. Жанакурлысский сельский округ) — адміністративна одиниця у складі Теренкольського району Павлодарської області Казахстану. Адміністративний центр — село Коржинколь.
Населення — 681 особа (2021; 1126 у 2009, 2096 у 1999, 3220 у 1989).
Станом на 1989 рік існувала Жанакурлицька сільська рада (села Жанакурилис, Пахомовка, Покровка, Слуагаш, Тегістік, Трофимовка). Село Пахомовка було ліквідоване 2015 року.

## Склад
До складу округу входять такі населені пункти:
| Населений пункт  | Старі назви | Населення, осіб (1989) | Населення, осіб (1999) | Населення, осіб (2009) | Населення, осіб (2021) |
| ---------------- | ----------- | ---------------------- | ---------------------- | ---------------------- | ---------------------- |
| Жанакурлис, село | Жанакурилис | 280                    | 229                    | 148                    | 88                     |
| Коржинколь, село | -           | 1734                   | 1007                   | 548                    | 445                    |
| Пахомовка, село  | -           | 233                    | 74                     | 3                      | -                      |
| Покровка, село   | -           | 431                    | 330                    | 163                    | 83                     |
| Тегістік, село   | -           | 520                    | 456                    | 264                    | 65                     |